# Zone de secours Nage
(nl) Hulpverleningszone NAGE
(de) Hilfeleistungszone NAGE
La zone de secours NAGE (pour Namur - Andenne - Gembloux - Éghezée) est l'une des 34 zones de secours de Belgique et l'une des trois zones de la province de Namur.
Le nom de la zone fut choisi sur base des initiales de chaque commune formant la zone et disposant d'un service incendie.

## Historique
Au début de la réforme de la sécurité civile, il était question d'une seule zone sur la province de Namur. Cependant, après de longues discussions. La province fut finalement divisée en 3.
La mise en place de la zone s'est effectuée sur base de deux comités, l'un opérationnel, l'autre politique.
- La commission technique était constituée de :
  - Cdt P. Bocca (Commandant du SRI de Namur)
  - Cpt D. Requette (Commandant du SRI d'Eghezée)
  - S/Lt A. Chikhaoui (Commandant du SRI de Gembloux)
  - Cpt P. Minnearts (Commandant du SRI d'Andenne).

Le 11 septembre 2015, une nouvelle caserne est inaugurée à Namur.

## Caractéristiques

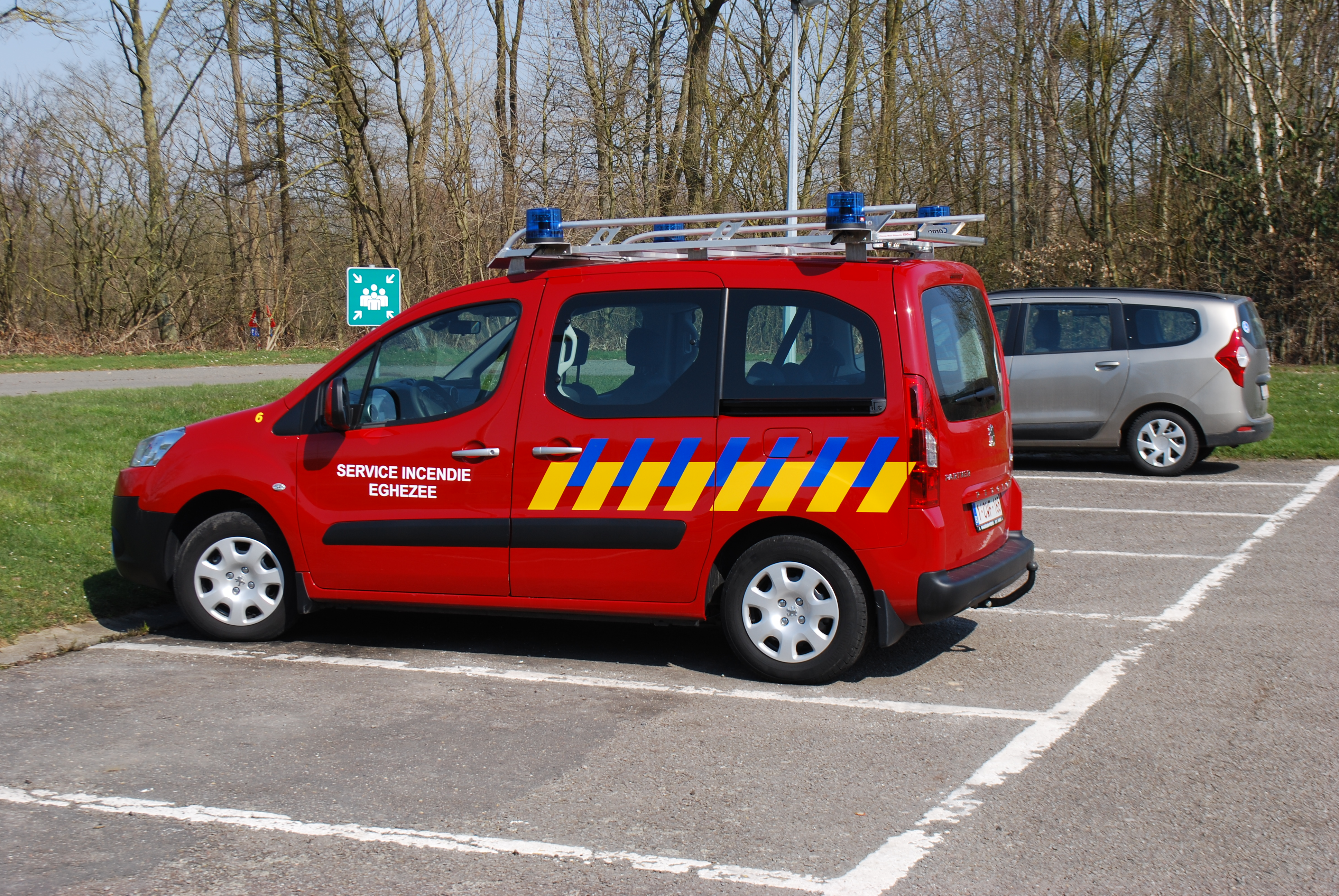
Un véhicule toute utilité du SRI d'Éghezée.

### Communes protégées
La zone de secours Nage couvre les 10 communes suivantes : Assesse, Andenne, Éghezée, Fernelmont, Gembloux, Gesves, La Bruyère, Namur, Ohey et Profondeville.

## Casernes

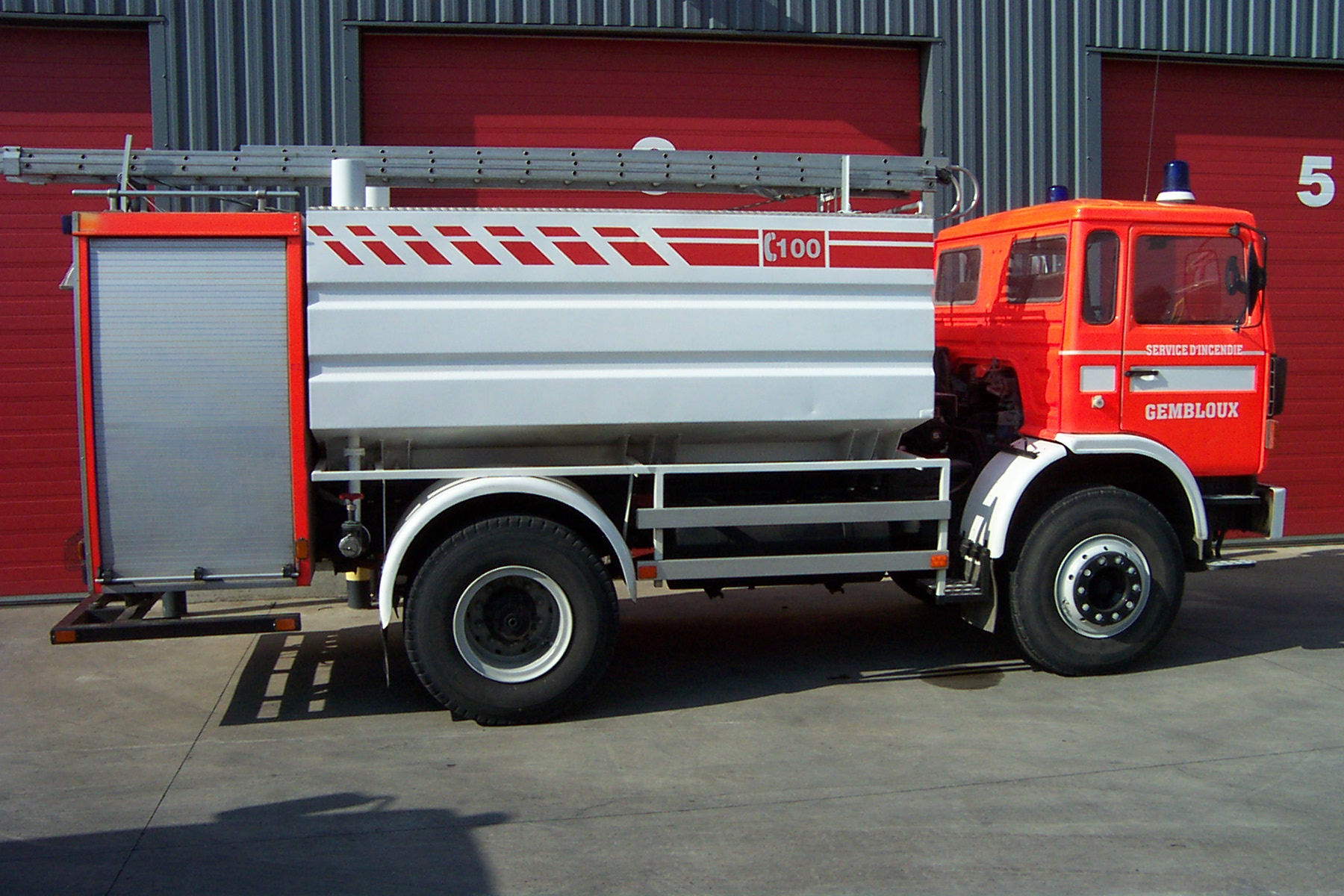
Un camion citerne de 8000 litres d'eau sur châssis Renault gamme G, de la caserne de Gembloux.

Voir aussi : Liste des services d'incendie belges
- Service d’Incendie d’Andenne
- Service d’Incendie d’Éghezée
- Service d’Incendie de Gembloux
- Service d’Incendie de Namur
- Centre Codis de la province de Namur (dispatching)